# Ом Гиль Сон
Ом Гиль Сон (кор. 엄길선; 15 марта 1934, уезд Сэбёль, Канкё-хокудо, Корея, Японская империя — 9 июля 2005, Пхеньян, КНДР) — северокорейский актёр театра и кино, режиссёр. Народный артист КНДР. Герой Труда КНДР.

## Биография
Окончил Пхеньянский институт драматургии и кинематографии. Играл роли в художественных фильмах «Молодые рыбаки с „Чайки“», «Сын земли», «Трудный выбор», «Пятеро братьев-партизан», «Ответственный секретарь Тэхонданского укома» и др.
Режиссёр-постановщик фильма «Ан Чжун Гын стреляет в Ито Хиробуми» по одноимённой пьесе Ким Ир Сена и сорежиссёр снятого совместно с СССР фильма «Секунда на подвиг» (1985). В последние годы жизни работал директором Корейской киностудии художественных фильмов.
Лауреат Кимирсеновской премии, Герой труда КНДР.